# Боклер, Джордж, 4-й герцог Сент-Олбанс
Джордж Боклер (англ. George Beauclerk; 5 декабря 1758 — 10 февраля 1787, Лондон, Великобритания) — английский аристократ, 4-й герцог Сент-Олбанс, 4-й граф Бёрфорд и 4-й барон Хеддингтон с 1786 года. Единственный сын подполковника Чарльза Боклера и Элизабет Джонс, внук лорда Уильяма Боклера и правнук 1-го герцога Сент-Олбанса. Участвовал в войне с американскими колониями, дослужился до чина подполковника, в 1786 году, после смерти кузена Джорджа Боклера, унаследовал семейные владения и герцогский титул. Умер неженатым и бездетным спустя всего год, так что его наследником стал кузен Обри Боклер. Герцога похоронили в церкви святого Джеймса в Лондоне.